# Anton Wladimirowitsch Antonow-Owsejenko
Anton Wladimirowitsch Antonow-Owsejenko (russisch Анто́н Влади́мирович Анто́нов-Овсе́енко; * 23. Februar 1920 in Moskau; † 9. Juli 2013 ebenda) war ein russischer Historiker und Dissident.
Antonow-Owsejenko studierte ab 1935 an der historischen Fakultät des Moskauer Staatlichen Pädagogischen Instituts.
Nach der Erschießung seines Vaters Wladimir Alexandrowitsch Antonow-Owsejenko im Zuge der Stalinschen Säuberungen und dem Suizid seiner Mutter wurde auch Anton Wladimirowitsch Opfer der Repression. Er musste das Moskauer Staatliche Pädagogische Institut verlassen und wurde aus dem Komsomol ausgeschlossen. Er verbrachte mehrere Jahre im Gefängnis und wurde 1948 wegen „antisowjetischer Propaganda“ nach Workuta verbannt. Nach seiner Rehabilitierung 1957 schrieb er unter anderem eine Stalin-Biographie. 2001 gründete er das Moskauer Gulag-Museum.
Sein Grab befindet sich auf dem Nowodewitschi-Friedhof in Moskau.
Der Philologe Anton Antonowitsch Antonow-Owsejenko (* 1962) ist sein Sohn.

## Deutschsprachige Veröffentlichungen
- Stalin. Porträt einer Tyrannei. Piper, München 1983, ISBN 3-492-02760-1.